# 飛影 (幽遊白書)
飛影是日本動漫作品《幽遊白書》中的四位主角之一。

## 人物
強悍、自尊心強、口是心非、外冷內熱、率直等交織在一起的人物。性格像小孩子般任性，不理會別人的勸告，一意孤行。外表雖然冷傲，但內心熱情。相信命運，但勇於向自己的命運挑戰。

## 劇中表現
忌子飛影，未出生就已被族人遺棄，是個一開始就不被整個世界期待的存在。從出生數月即開始過著血肉橫飛、生死一線的生活，只有在凝視著冰淚石時能得到平靜。
與藏馬同為從魔界來到人間界的妖怪盜賊。因奪走魔界三寶的降魔之劍而與剛成為靈界偵探的浦飯幽助戰鬥，結果落敗。
之後答應小閻王向他和藏馬提出幫助幽助以將功贖罪的請求，之後便與幽助一同解決魔界至人間妖怪作惡等的一些問題、並成為戰友，開始整個故事主體。

## 招式

### 初期
一誕生即擁有A級的妖力，生父為火炎系妖怪，出生時飛影全身環繞魔界火焰，須以符咒包成結界才有辦法靠近。
- 邪眼：千里眼的遠距離透視能力，能操縱下等妖怪、靈力弱的人類，把全身的邪眼張開能令妖力倍增。邪眼手術痛苦，且會讓妖力下降回D級程度，但飛影為尋找生母所留下的冰淚石依然決定裝上邪眼[1]。
- 劍術：飛影劍術以快著稱，其速度為四位主角中最快，連幽助和藏馬都無法跟上，曾數次以壓倒性速度斬殺敵人（青龍、魔金太郎）。其劍術為魔界整型師時雨所傳，而現在已經不下於時雨，兩人曾決鬥以平手收場。

### 邪王炎殺拳
操控魔界之火的禁忌祕法。在後期飛影將之完全發揮，其力量強大到自己都無法控制，須以忌咒帶法層層綑住右手與邪眼以壓抑自己的力量。
- 邪王炎殺煉獄焦：邪王炎殺拳的初段，把火焰集中在拳頭出拳。雖然是人間界的火焰（也可以用魔界火焰發出），但威力在人界已堪稱強大。
- 邪王炎殺劍：將妖氣與火焰混合起來的邪王炎殺劍，要有劍柄之類的物體握在手上才能發動。將妖氣及火焰形成劍狀，形狀像靈劍般，威力比煉獄焦更加強大。由於施展的模樣和桑原使用靈氣劍非常相似，故飛影說過他不太喜歡此招術的樣子。
- 邪王炎殺黑龍波：邪王炎殺拳最強的奧義，是召喚魔界之火化身黑龍的招術。用作武器有極其恐怖的威力，也能用以提升術師妖力。術師必須放出自己的妖氣來當誘餌，一旦妖氣不足，術師會有被黑龍吞噬的可能，所以術師使出黑龍波必須有十足的妖力。此招式最大缺點是當使用黑龍波後，需要冬眠6小時回復體力。飛影曾將此招對是流與武威兩名高手使出，都獲得壓倒性的勝利（是流甚至被燒得只剩下一個影子），足見黑龍波的威力之強。之後也對仙水使用此招，但被靈界的次元結界消滅而未能傷害仙水。唯一曾正面擋下黑龍波的是全故事最強人物之一－魔界三巨頭的軀，但也讓她傷痕累累，並打破了她手上千年的枷鎖。

## 雜記
- 在連載時所辦的各種人氣投票中往往都得到第一名，超越主角浦飯幽助。
- 據說作者在一開始是把以壞人姿態出現的飛影當作免洗角色，但因人氣太高，而轉向讓他成為主角之一。
- 作者於<靈界紳士錄>中提及飛影是個不夠坦率的小孩。